# Laura Palmer EP
Laura Palmer EP é um EP da banda britânica Bastille, lançado em 14 de novembro de 2011 para download digital e CD. Este é o primeiro álbum do grupo e contém as primeiras composições, tal como "Laura Palmer", responsável pelo título do mesmo.

## Trilha sonora
1. Laura Palmer - 3:02
2. Overjoyed - 3:24
3. Things We Lost in the Fire - 4:03
4. Get Home - 3:08[2]